# 篠ケ瀬町
篠ケ瀬町（ささがせちょう）は静岡県浜松市中央区の町名。丁番を持たない単独町名である。住居表示未実施。

## 地理
浜松市中央区の東部に位置する。東で北島町及び薬師町、西で原島町及び上西町、南で天龍川町、北で天王町と接する。

### 学区
小学校・中学校の学区は以下の通りである。
- 浜松市立和田小学校
- 浜松市立天竜中学校

## 歴史

### 沿革
- 1889年（明治22年）4月1日 -  町村制施行。長上郡篠ケ瀬村が周辺の村と合併し長上郡和田村が発足。
- 1896年（明治29年）4月1日 - 郡制の施行により、所属する郡が長上郡から浜名郡へ変更となる。
- 1954年（昭和29年）3月31日 - 浜名郡和田村が浜松市に編入される。
- 1955年（昭和30年） - 大字篠ケ瀬が大字橋羽の一部を編入し、町名を篠ケ瀬町に変更する[書籍 1]。
- 2007年（平成19年）4月1日 - 浜松市が政令指定都市となる。篠ケ瀬町は東区の一部となる。
- 2024年（令和6年）1月1日 - 浜松市の行政区再編により、篠ケ瀬町は中央区の一部となる。

## 施設
- 社会福祉法人全人会幼保連携型認定こども園浜松東こども園
- 学校法人梅華学園篠ケ瀬幼稚園
- 静岡県警察浜松東警察署和田交番
- 浜松市消防局東消防署
- 静岡銀行ささがせ支店
- 清水銀行篠ヶ瀬支店
- JAとぴあ浜松篠ケ瀬支店
- マックスバリュ東海 本社
- 浜松白洋舎 本社
- シブヤ精機 本社
- カワイ音響システム篠ケ瀬事業所（河合楽器製作所グループ）
- セブン-イレブン（浜松篠ケ瀬南店、浜松自動車街店）
- ローソン浜松篠ケ瀬町店
- 曹洞宗常樂山増幅寺
- 篠ヶ瀬八柱神社

## 交通

### バス
- 遠鉄バス78蒲線：（浜松駅 - ）篠ヶ瀬北（ - 産業展示館・笠井上町 方面）

### 道路
- 国道152号（自動車街通り）
- 静岡県道296号熊小松天竜川停車場線（橋羽往還）

## その他

### 警察
警察の管轄区域は以下の通りである。
| 番・番地等 | 警察署       | 交番・駐在所 |
| ---------- | ------------ | ------------ |
| 全域       | 浜松東警察署 | 和田交番     |

### 消防
消防の管轄区域は以下の通りである。
| 番・番地等 | 消防署   | 本署/出張所 |
| ---------- | -------- | ----------- |
| 全域       | 東消防署 | 本署        |

### 指定文化財
- 笹ヶ瀬隕石（北寺島町256-3 浜松科学館「みらい～ら」内、県指定天然記念物）[WEB 10]

### 書籍
1. ↑  『わがまち文化誌 天竜川と東海道 -浜松の東玄関-』浜松市天竜公民館、1994年2月26日、21頁。

### WEB
1. ↑  “h02_22.csv”.   総務省 (2022年2月10日). 2024年6月29日閲覧。
2. ↑  “chuouku_menseki.xlsx”.   浜松市 (2024年3月12日). 2024年6月29日閲覧。
3. ↑  “静岡県 浜松市中央区 篠ケ瀬町の郵便番号 - 日本郵便”.   日本郵便. 2025年2月15日閲覧。
4. ↑  “市外局番の一覧”.   総務省 (2022年3月1日). 2024年6月29日閲覧。
5. ↑  “事業所案内及び管轄地域（事務所3件、分室3件）”.   一般社団法人静岡県自動車会議所. 2024年6月29日閲覧。
6. ↑  “住居表示実施状況／浜松市”.   浜松市 (2024年1月4日). 2024年6月29日閲覧。
7. ↑  “学校名から探す／浜松市”.   浜松市 (2024年1月1日). 2024年6月29日閲覧。
8. ↑  “和田交番｜静岡県警察”.   静岡県警察 (2024年1月1日). 2024年6月29日閲覧。
9. ↑  “消防署の町別管轄「さ」／浜松市”.   浜松市 (2020年3月25日). 2024年6月29日閲覧。
10. ↑  “しずおか文化財ナビ 笹ヶ瀬隕石｜静岡県公式ホームページ”.   静岡県 (2024年1月1日). 2024年12月9日閲覧。